# Округ Рот
Округ Рот је округ у центру немачке државе Баварска. Припада области Средња Франачка.
Површина округа је 895,18 км². Крајем 2008. имао је 124 811 становника. Има 16 насеља, од којих је седиште управе у месту Рот.
Овај округ је формиран 1972. спајањем области Рот, Швабах и дела Хилполтштајн. Кроз округ пролази канал Мајна—Дунав.